# Radhabai Subbarayan
Kailash Radhabai Subbarayan (ur. 22 kwietnia 1891 w Mangaluru, zm. 2 czerwca 1960 w Nowe Delhi) – indyjska polityczka. Pierwsza kobieta, która została członkinią Rajya Sabha, izby wyższej indyjskiego parlamentu federalnego, w której zasiadała od 1938 roku.

## Życiorys

### Młodość, edukacja, kariera zawodowa i działałność politycza
Subbarayan urodziła się 22 kwietnia 1981 w Mangaluru. Jej rodzice byli prawnikami i aktywistami społecznymi. Ukończyła szkołę w Mangaluru oraz uczyła się w Presidency College w Ćennaj. W 1912 spędziła semestr w Somerville College w Oksfordzie. Owdowiała bardzo młodo, a w 1912 roku po raz kolejny wyszła za mąż, za barristera i polityka P. Subbarayana, który w latach 1926–1930 pełnił funkcję Chief Minister miasta Ćennaj (ówcześnie Madras).
W 1923 roku została pierwszą kobietą wybraną do senatu University of Madras. W 1938 została pierwszą kobietą, która zasiadła w Rajya Sabha. Z powodzeniem kandydowała do parlamentu w wyborach generalnych w Indiach w 1951 i 1952 roku.

### Życie prywatne, pozostała działalność i śmierć
W 1912 roku po raz kolejny wyszła za mąż za barristera i polityka P. Subbarayana. Zmarła 2 czerwca 1960 w Nowym Delhi.